# دولة متدخلة

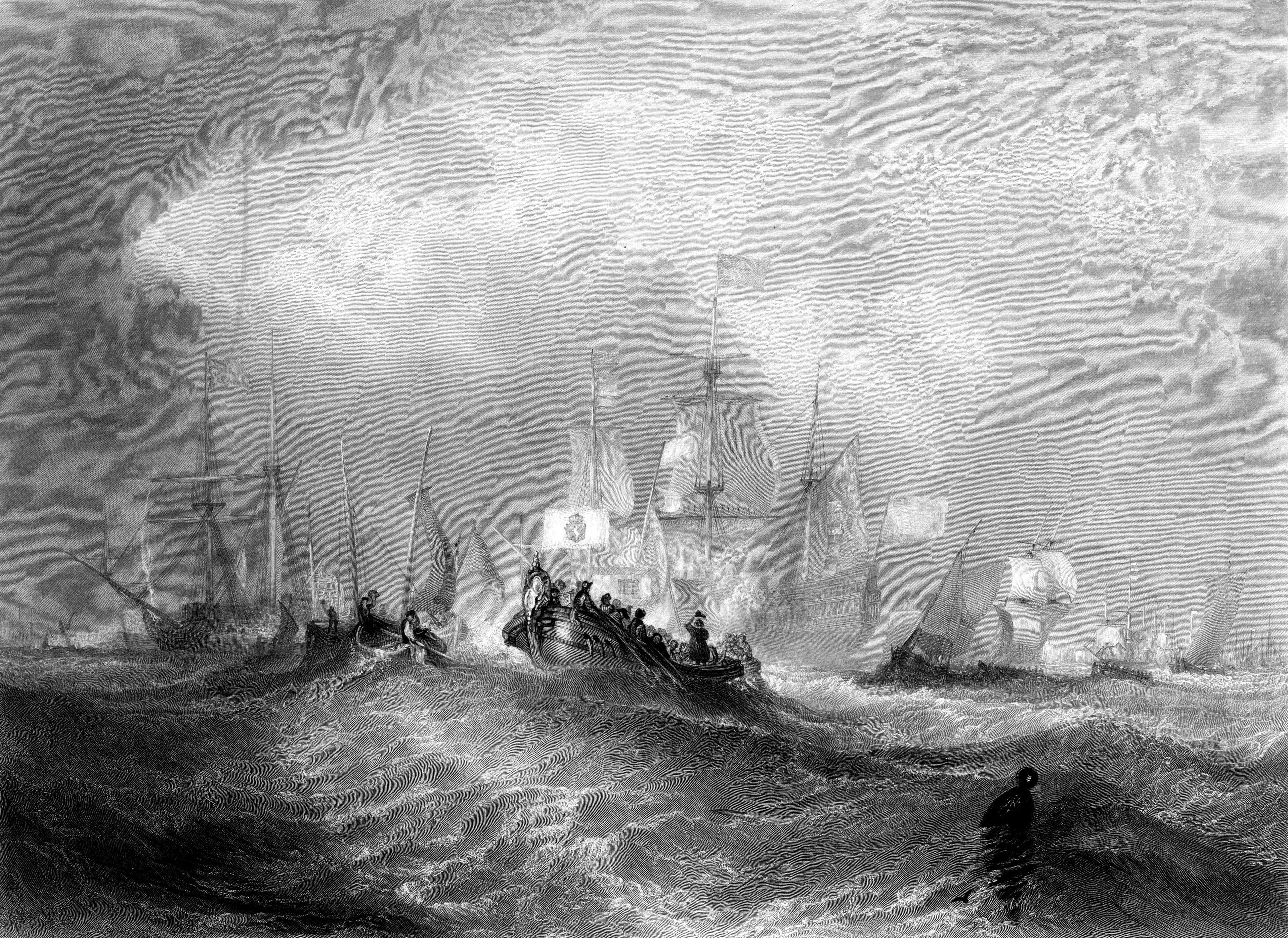
لوحة لويليام الثالث كونت الجمهورية الهولندية عند رسوه في بركسهام للإطاحة بجيمس الثاني ملك إنجلترا في الثورة المجيدة في 1688.

التَّدخُلِيَّة في سياق السياسة الدولية، هي عبارة عن تدخُّل دولة أو مجموعة من الدول في الشؤون الداخلية لدولة أخرى بغرض إجبار تلك الدولة على القيام بشيء ما أو الامتناع عن القيام به، ويمكن إحداث هذا التدخل إما عن طريق قوة عسكرية أو من خلال إكراه اقتصادي. يشير مصطلح آخر وهو التدخلية الاقتصادية، إلى تدخلات الحكومة في الأسواق في الداخل.
عرّفت مارثا فينيمور التدخل العسكري، وهو عنصر مشترك في التدخليَّة، ضمن سياق العلاقات الدولية بأنه: «نشر أفراد عسكريين عبر حدود معترف بها بغرض تحديد هيكل السلطة السياسية في الدولة المستهْدَفة». وتركّز هذه التدخلات على تغيير هياكل السلطة السياسية فحسب، أو قد تُنفَّذ لأغراضٍ إنسانية أو لتحصيل ديون معينة.
لعبت التدخليَّة دورًا رئيسًا في السياسات الخارجية للقوى الغربية، وخاصة خلال العصر الفيكتوري وبعده. وشهد عصر الإمبريالية الجديدة تدخلات عدة من الدول الغربية في الجنوب العالمي، بما في ذلك حروب الموز. أما التدخليَّة الحديثة فنشأت عن سياسات الحرب الباردة، إذ تدخلت الولايات المتحدة والاتحاد السوفييتي في دول حول العالم للتصدي إلى أي نفوذ تمتلكه الدولة الأخرى هناك. لاحظ مؤرخون أنه لطالما كانت التدخليَّة قضية سياسية مثيرة للجدل في الرأي العام للدول التي شاركت في التدخلات تلك.
وفقًا لمجموعة بيانات ألكسندر داونز، فقد أقصي 120 قائد نتيجة تغيير النظام المفروض من الخارج وذلك بين عامي 1816 و2011. ووجدت دراسة أجراها عالِم السياسة في جامعة كارنيغي ميلون، دوف هايم ليفين (الذي يدرّس اليوم في جامعة هونغ كونغ) في عام 2016، أن الولايات المتحدة تدخلت في 81 من الانتخابات الأجنبية بين عامي 1946 و2000، وكان تدخلها في غالبية هذه الانتخابات عبر مجموعة إجراءاتٍ سرية لا علنية. وتشتمل التدخلات متعددة الأطراف التي تتضمن الحكم الإقليمي من جانب الهيئات الأجنبية أيضًا على حالات مثل تيمور الشرقية وكوسوفو، وقد اقُترح تدخلٌ كهذا فيما يتعلق بقضية الأراضي الفلسطينية أي الضفة الغربية وقطاع غزة (لكنه رُفض). وجدت مراجعة للأدبيات الحالية أُجريت في عام 2021 أن التدخلات الأجنبية منذ الحرب العالمية الثانية تميل على نحو كبير إلى الفشل في تحقيق أهدافها المزعومة.

## تغيير النظام المفروض من الخارج
تشير الدراسات التي أجراها ألكسندر داونز ولينزي أورورك وجوناثان مونتن إلى أن تغيير النظام المفروض من الخارج، نادرًا ما يقلل من احتمالية وقوع حرب أهلية، وإزاحة عنيفة للزعيم المفروض حديثًا، واحتمال حدوث صراع بين الدولة المتدخلة وخصومها، ومن جانبٍ آخر فإنه لا يزيد من احتمالية التحول إلى الديمقراطية ما لم يصاحب تغيير النظام هذا، تغييرات مؤسسية مؤيدة للديمقراطية في البلدان ذات الظروف المواتية لها. يزعم داونز:
«إن الدافع الاستراتيجي للإطاحة بالأنظمة المعادية أو غير الممتثلة يتجاهل حقيقتين أساسيتين: الأولى، هي أن الإطاحة بحكومة أجنبية يقود في بعض الحالات إلى تفكك جيشها، ما يؤدي إلى إرسال آلاف من المسلحين إلى الريف ليشنُّوا في كثير من الأحيان تمردًا ضد المتدخل. والثانية، هي أن الزعماء المفروضين من الخارج يواجهون جمهورًا محليًا إضافة إلى جمهورٍ خارجي، وعادة ما يبتغي الطرفان مطالب مختلفة. وإن هذه التفضيلات المتباينة تضع الزعماء المفروضين في مأزق: إذ إن القيام بإجراءات ترضي أحد الطرفين ستؤدي حتمًا إلى نفور الطرف الآخر. وعلى هذا فإنّ تغيير النظام يُوقِعُ بين الرعاة الخارجيين ومن يقعون تحت حمايتهم أو بين الرعايا وشعوبهم.»
توصلت الأبحاث التي أجراها نايجل لو وباري هاشيموتو ودان رايتر إلى نتائج متناقضة، إذ وجدوا أن «السلام يستمر لفترة أطول بين الدول حين تنتهي الحروب بتغيير النظام المفروض من الخارج». لكنّ بحثًا أجراه رايتر وجوران بيك أكد أن تغيير النظام المفروض من قوى أجنبية من شأنه أن يزيد احتمالية اندلاع حرب أهلية.

## في إفريقيا
أبدت نيجيريا منذ استقلالها رغبة في التدخل في شؤون دول أخرى تقع جنوب الصحراء الكبرى في أفريقيا. ويقال إن أحد الأسباب التي أدت إلى إقالة يعقوب جون من منصبه، كان إهدار موارد نيجيريا في أراض بعيدة مثل غرينادا وغيانا، دون أي عوائد اقتصادية أو سياسية لنيجيريا. وكانت فلسفة الحكومات العسكرية اللاحقة في نيجيريا هي أنه ضمن عالمٍ مرتبطٍ ومعتمدٍ على الآخر بصورةٍ متزايدة، لا يمكن لأي دولة أن تكون بمثابة جزيرة منفصلة لوحدها.